# Paula Gosling
Paula Gosling (Detroit, 12 de octubre de 1939) es una escritora estadounidense, radicada en el Reino Unido desde la década de 1960. En 1957 se graduó en la Mackenzie High School en Detroit y en 1962 obtuvo un grado en idioma inglés de la Universidad Estatal Wayne. Gosling empezó su carrera como copywriter. En 1974 publicó su novela debut, A Running Duck, la cual ganó el Premio John Creasey en la categoría de mejor novela debut. En 1985 recibió el Premio Gold Dagger por su siguiente novela, Monkey Puzzle.
La historia de A Running Duck ha sido adaptada al cine en dos ocasiones, la primera con Sylvester Stallone como protagonista en Cobra y la segunda con Cindy Crawford en Fair Game.

### Serie de Jack Stryker
- Monkey Puzzle (1985)
- Backlash (1989)
- Ricochet (2002)

### Serie de Luke Abbott
- The Wychford Murders (1986)
- Death Penalties (1991)

### Serie de Blackwater Bay
- The Body in Blackwater Bay (1992)
- A Few Dying Words (1993)
- The Dead of Winter (1995)
- Death and Shadows (1998)
- Underneath Every Stone (2000)

### Otras novelas
- A Running Duck (1974) (también conocida como Fair Game)
- The Zero Trap (1979)
- Loser's Blues (1980) (también conocida como Solo Blues)
- Mind's Eye (1980) (también conocida como The Harrowing)
- The Woman in Red (1983)
- Hoodwink (1988)
- Cobra (1999)
- Tears of the Dragon (2004)